# Soni Ekspirija Tipo
Soni Ekspirija Tipo (engl. Sony Xperia Tipo) novi je model mobilnog telefona kompanije Soni, i predstavlja jednostavni, niskobudžetni model telefona iz kategorije pametnih telefona sa Android operativnim sistemom. Soni Ekspirija Tipo ima dimenzije 103×57×13mm i mase 99,4g.

## Ekran
Ekran ovog telefona je 3,2-inčni TFT displej osetljiv na dodir. Rezolucija displeja je 320×480 piksela sa 180ppi (gustina piksela). Ovaj model ima 262 144 boja.

## Procesor i memorija
Procesor ovog modela je Korteks-A5 i obuhvata snagu od 800MHz. Memorija telefona obuhvata 512MB RAM memorije i 2,9GB interne memorije. Ovaj model poseduje mogućnost proširivanјa memorije Majkro SD karticom do maksimalnih 32GB.

## Kamera i zvuk
Kamera je smeštena sa spoljašnje strane i ona poseduje 3,12 megapiksela. Rezolucija fotografija 2048x1536 piksela. Moguće ja napraviti video zapis u VGA formatu sa rozolucijom od 640x480 piksela. Zvuk telefona podrzava aac, wav i mp3 formate melodija.

## Ostalo
Smartfon podržava SMS, EMS, MMS, WiFi, GPS i SyncML tehnologije. Ima ugrađen radio i audio izlaz, a ima i USB 2,0 port.

## Spoljašnje veze
- [http://www.sonymobile.com/global-en/products/phones/xperia-tipo/